# Polyscytalum verrucosum
Polyscytalum verrucosum är en svampart som beskrevs av B. Sutton 1978. Polyscytalum verrucosum ingår i släktet Polyscytalum, divisionen sporsäcksvampar och riket svampar.   Inga underarter finns listade i Catalogue of Life.